# Братислав Милановић (писац)
Братислав Милановић (Цветојевац код Крагујевца, 18. август 1947) српски је новинар и писац.

## Биографија
Пише поезију и прозу. Заступљен је у више антологија и зборника. Бавио се новинарством и био уредник листа "Путар". Превођен је на енглески, француски, мађарски, пољски и словачки језик. За књигу прича Раскол добио је Књижевну награду „Исак Самоковлија“ (1983),а за књигу Приче из старе фасцикле Ђурђевданску награду града Крагујевца (2015). 
Поводом шездесете годишњице цркве у Цветојевцу (1999), на  отвореној сцени у црквеној порти, изведена му је документарна драма Задужбина грешног хаџије. 
На Бадњи дан (2007. и 2008) у Књажевско-српском театру изведен му је игроказ о Христовом рођењу Небесни Хлеб, а на Малој сцени Центра за неговање традиционалне културе „Абрашевић“ (2011, 2012. и 2013), у Клубу „Видосав“ у Ботуњу и у Удружењу Крагујевчана у Београду изведена му је монодрама Празна омча. 
За Велики школски час (2013) направио је избор из поезије Слободана Павићевића и урадио драматизацију под називом Човечанство нека погледа на сат.  
Живи у Цветојевцу

## Дела
- Прошлост сатова (песме), 1974, „Сингидунум“, Београд
- Далеко дом твој (песме), 1977, „Светлост“, Крагујевац
- Раскол" (приче), 1984, „Светлост“, Крагујевац
- Некрштени дани (приче), 1991, „Нова светлост“, Крагујевац /„Књижевне новине“, Београд
- Заветни сонети (песме), 1994, Заједница књижевника Панчева, Панчево,
- Позни калем (приче), 1996, „Просвета“, Београд
- Кућа без дувара (изабране приче), 1998, „Просвета“, Београд/„Јефимија“, Крагујевац
- Црква Светог пророка Илије у Цветојевцу (монографија), 1999, Црквени одбор, Цветојевац
- Син светлости (сценски приказ живота Светога Саве), 2002, Српска православна епархија шумадијска / Богословија Светог Јована Златоустог (изведено о Светом Сави у Књажевско-српском театру)
- Крв и млеко (роман), 2003, „Просвета“, Београд
- Препеване приче (песме о детињству), 2013, Народна библиотека „Вук Караџић“, Крагујевац
- Приче из старе фасцикле, 2014, Народна библиотека „Вук Караџић“, Крагујевац
- Наше село (бојанка и песмарица), 2015, издање аутора, 2016. друго издање, „Духовни луг“, Крагујевац,
- Записи из Српске (песме), 2015, издање аутора, 2017. проширено издање
- Искупљење (двотомни роман: књига прва Крв и млеко, књига друга Незавршен портрет), 2016, Народна библиотека „Вук Караџић“, Крагујевац
- Братислав Милановић (монографија), 2018, Народна библиотека „Вук Караџић“, Крагујевац.
- Задужбина грешног  хаџије (документарна драма о изградњи цркве у Цветојевцу), 2019, Црквени одбор, Цветојевац (изведено     поводом шездесете годишњице цркве на отвореној сцени у црквеној порти)
- Повратак (роман), 2019, Установа културе „Кораци“, Крагујевац
- Постхумна изложба (роман), 2020, Народна библиотека „Вук Караџић“, Крагујевац